# 12月20日
12月20日（じゅうにがつはつか）は、グレゴリオ暦で年始から354日目（閏年では355日目）にあたり、年末まであと11日ある。

## できごと

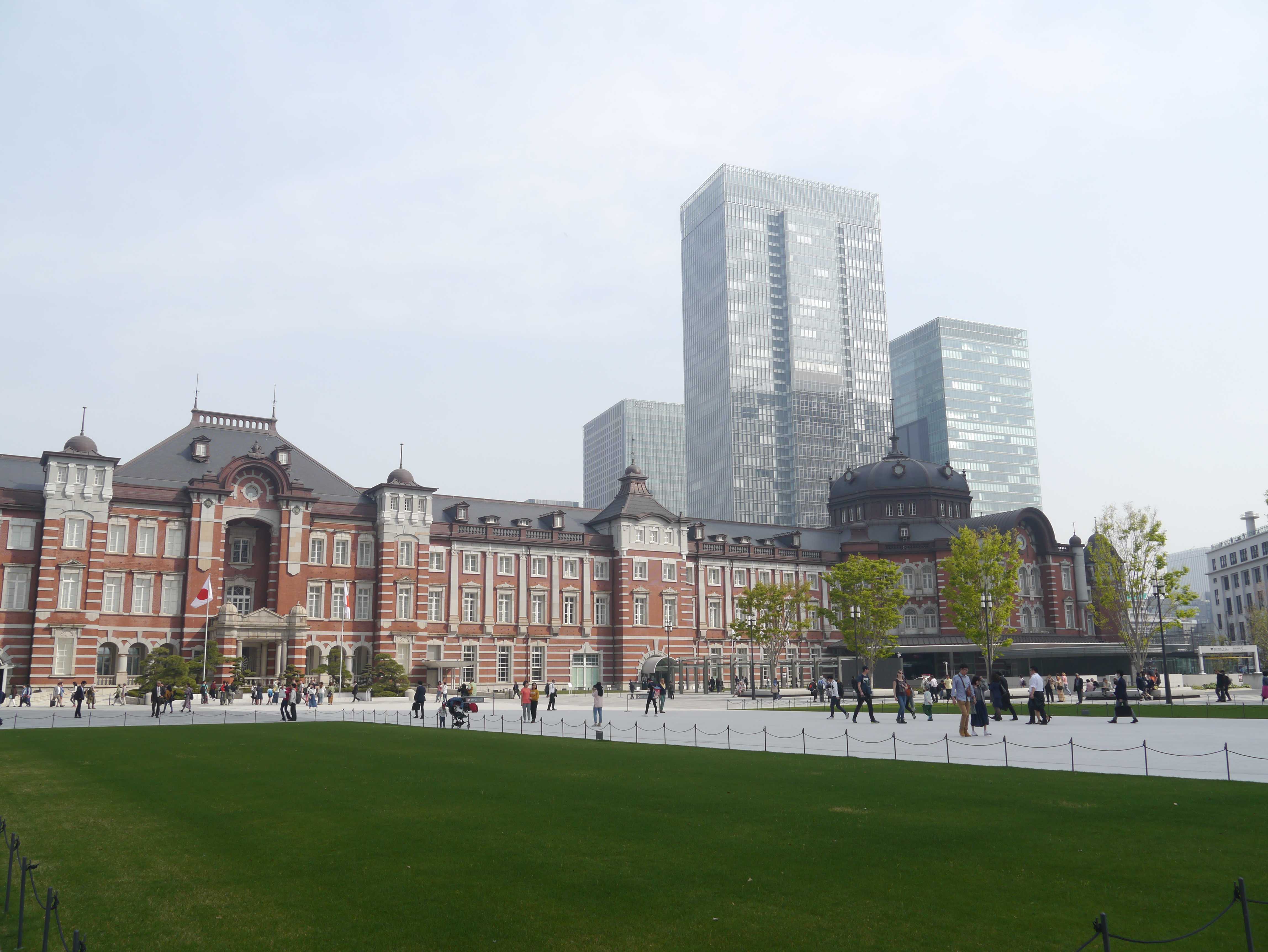
東京駅開業(1914)

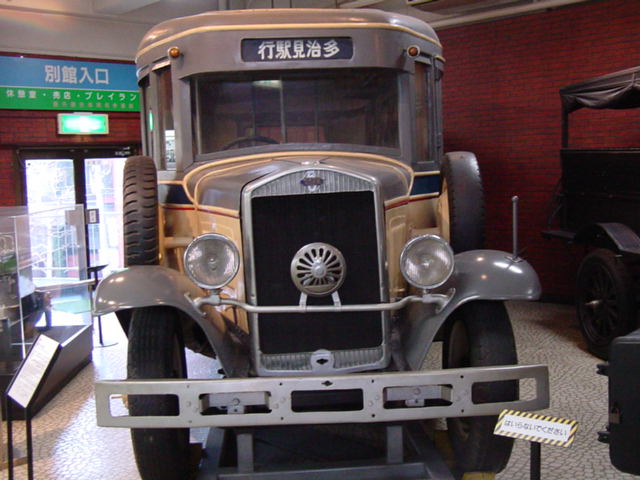
国鉄バス運行開始(1930)

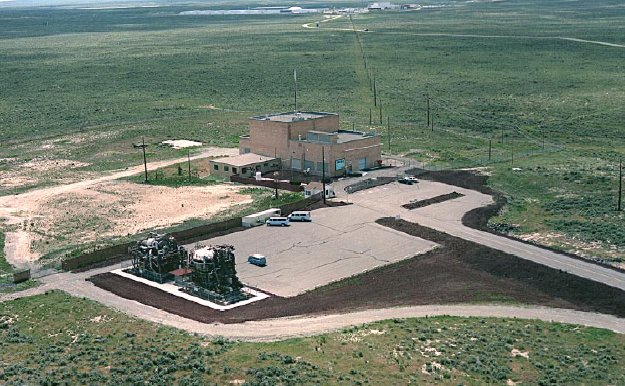
EBR-Iで世界初の原子力発電に成功(1951)

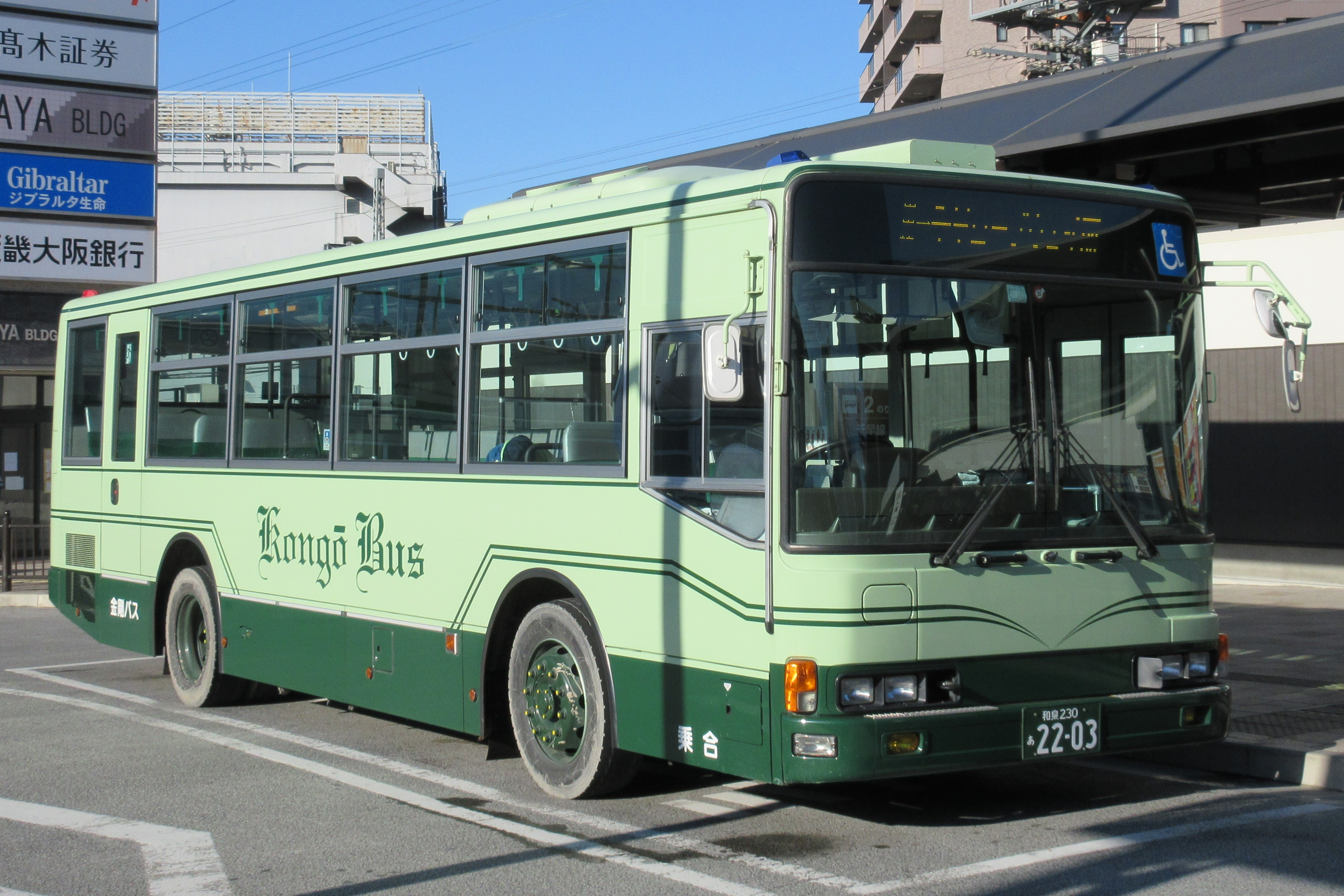
金剛自動車廃業(2023)

- 217年 - ローマ教皇ゼフィリヌスが死去。カリストゥス1世が後任に選出されるが、神学者ヒッポリュトスに反対される。
- 762年（天平宝字6年12月1日） - 多賀城碑が建立される。
- 1582年 - フランスがグレゴリオ暦を採用する（後に中断）。
- 1722年（康熙61年11月13日）- 清で康熙帝が没し雍正帝が即位。
- 1830年 - ベルギー独立革命: イギリス・フランスなど列国がベルギーのネーデルラント連合王国からの独立を承認。
- 1848年 - ルイ・ナポレオンがフランス第二共和政大統領に就任。
- 1857年（安政4年11月5日） - 吉田松陰が松下村塾を開講する。
- 1858年（安政5年11月16日） - 西郷隆盛が、清水寺の僧侶月照とともに錦江湾へ入水自殺した。西郷は救助されたが、月照はそのまま亡くなった[1][2]。
- 1860年 - サウスカロライナ州がアメリカ合衆国から離脱。南部諸州がこれに続き、翌年2月にアメリカ連合国を結成。
- 1899年 - 東京郵便電信局で、初めて年賀郵便特別扱いを開始。翌年から15日受付開始となる。
- 1904年 - 三越呉服店創立。三井との連名で「デパートメントストア」宣言を行う。
- 1914年 - 東京駅開業。東海道本線の起点を新橋駅から東京駅に変更。横浜の高島町駅までとの間で京浜線電車の運行を開始。
- 1917年 - ソ連初の秘密警察「チェーカー」設立。
- 1924年 - ミュンヘン一揆を主導した罪でランツベルク刑務所に収監されていたアドルフ・ヒトラーが出所。
- 1930年 - 岡崎駅 - 多治見駅・瀬戸記念橋駅 - 高蔵寺駅で初の省営自動車（後の国鉄バス）である岡多線が運行開始。
- 1939年 - 大日本音楽著作権協会（日本音楽著作権協会〈JASRAC〉の前身）設立。
- 1940年 - 神奈川県小田原市が市制施行。
- 1942年 - トルコ北中部でM6.9、1500人が亡くなった。
- 1946年 - 首相官邸デモ事件。首相官邸が在日朝鮮人に襲撃され、警察官に負傷者が出るとともに拳銃が奪われる。
- 1947年 - 臨時石炭鉱業管理法公布。炭鉱が国家管理下に置かれる。
- 1948年 - 「日本専売公社法」「日本国有鉄道法」公布。
- 1948年 - 帝銀事件の初公判で、被告人・平沢貞通が自白を翻し容疑を全面否認。
- 1950年 - 岡山県立聾学校寄宿舎火災。生徒16人死亡[3][4]。
- 1951年 - アメリカ・アイダホ州の高速増殖炉EBR-Iで世界初の原子力発電に成功。
- 1952年 - 東京・青山に東京ボウリングセンターが開場。日本初の民間ボウリング場。
- 1952年 - 乗客、乗組員115名を乗せ、ワシントンからサンアントニオに向かっていたアメリカ軍のC-124輸送機が墜落[5][6]。
- 1955年 - カーディフがウェールズの首都になる。
- 1959年 - ラジオ山梨（現・山梨放送）テレビジョン放送開始。
- 1960年 - 南ベトナム解放民族戦線（ベトコン）結成。
- 1961年 - 赤城乳業株式会社設立。
- 1962年 - 首都高速初の開通区間である首都高速都心環状線・京橋 - 浜崎橋間と首都高速1号線・浜崎橋 - 芝浦間が開通。
- 1962年 - 沖縄県嘉手納基地付近でアメリカ軍の空中給油機KB-50が墜落。乗員7人、住民5人が死亡[7]。
- 1968年 - サンフランシスコでゾディアック事件の最初の殺人事件が起こる。
- 1969年 - 営団地下鉄千代田線開業（北千住駅〜大手町駅間）。
- 1970年 - 沖縄のコザと呼ばれた街で、群衆が次々と米軍車両を転倒させ、火を放つ事件が発生。（ コザ暴動）
- 1973年 - スペイン首相ルイス・カレーロ＝ブランコがETAにより暗殺（英語版）。
- 1977年 - ジブチとベトナムが国際連合に加盟。
- 1985年 - 横浜エフエム放送（FM横浜）が開局。
- 1987年 - フィリピンのタブラス海峡で貨客船ドニャ・パス号が小型タンカービクトル号と接触し沈没。公称で1575人、実際には4000人以上が死亡。
- 1988年 - 国連総会で麻薬及び向精神薬の不正取引の防止に関する国際連合条約（麻薬新条約）が採択。
- 1989年 - アメリカ合衆国がパナマに侵攻。
- 1990年 - 初のWorld Wide Webのシステムが稼動。
- 1990年 - 上越新幹線（線籍上は上越線支線）・越後湯沢駅 - ガーラ湯沢駅間が開業。
- 1991年 - トイザらスの日本第1号店が茨城県稲敷郡阿見町に開店。
- 1994年 - 日本テレビ郵便爆弾事件。
- 1995年 - アメリカン航空965便墜落事故。
- 1996年 - AppleがNeXTを買収することで合意。スティーブ・ジョブズがアップルに復帰。
- 1999年 - ポルトガルから中華人民共和国へマカオが返還。
- 2000年 - 新潟県民エフエム放送が開局（2020年6月30日閉局）。
- 2007年 - エリザベス2世がヴィクトリアの81歳7か月29日を抜いて史上最高齢のイギリス国王となる。
- 2012年 - 東京都調布市の市立小学校で、児童が給食を食べ、アレルギーのショックで亡くなる事故が発生[8]。
- 2013年 - バニラ・エアが就航[9]。
- 2016年 - ジオスペース探査衛星あらせがイプシロンロケット2号機により打ち上げられる[10][11]。
- 2016年 - 2016年サン・パブリート市場花火爆発事故。
- 2018年 - 日本海沖にて、韓国海軍の駆逐艦「広開土大王」が、海上自衛隊のP-1哨戒機に対して火器管制レーダーを照射[12]（韓国海軍レーダー照射問題）。
- 2021年 - 全国宝石卸商協同組合により日本の誕生石が63年ぶりに改訂。2月にクリソベリル・キャッツ・アイ、3月にブラッドストーンとアイオライト、4月にモルガナイト、6月にアレキサンドライト、7月にスフェーン、8月にスピネル、9月にクンツァイト、12月にタンザナイトとジルコンが追加され全29種に[13][14]。
- 2023年 - 2024年問題: 金剛自動車がこの日の運行を以て路線バスの運行を全て終了。

## 誕生日
- 1537年 - ヨハン3世、スウェーデン・ヴァーサ朝第3代国王（+ 1592年）
- 1629年 - ピーテル・デ・ホーホ、画家（+ 1684年）
- 1764年 （貞享4年11月16日）- 秋月種弘、第5代高鍋藩主 （+ 1753年）
- 1722年 （享保7年11月13日）- 山内豊産、初代土佐新田藩主 （+ 1791年）
- 1728年 （享保13年11月20日）- 土井利信、初代刈谷藩主 （+ 1771年）
- 1736年 （元文元年11月19日）- 大久保忠由、第5代小田原藩主 （+ 1769年）
- 1737年 （元文2年11月29日）- 分部光庸、第7代大溝藩主 （+ 1790年）
- 1764年 （明和元年11月28日）- 阿部正識、第7代忍藩主 （+ 1803年）
- 1818年 （文政元年11月23日）- 阿部正身、第7代佐貫藩主 （+ 1868年）
- 1830年 （文政11年11月6日）- 板倉勝全、第10代庭瀬藩主 （+ 1858年）
- 1848年 （嘉永元年11月25日）- 池田徳定、第10代若桜藩、子爵 （+ 1910年）
- 1851年 - クヌート・ヴィクセル、経済学者（+ 1926年）
- 1856年 - アンドリュー・セス、哲学者（+ 1931年）
- 1856年 - ハリー・ストービー、元プロ野球選手（+ 1937年）
- 1858年 - ヤン・トーロップ、画家（+ 1928年）
- 1864年（元治元年11月22日） - 竹内栖鳳、日本画家（+ 1912年）
- 1868年 - ハーベイ・ファイアストーン、実業家、ファイアストン社創業者（+ 1938年）
- 1873年 - 朝河貫一、歴史学者（+ 1948年）
- 1882年 - 山田正三、民事訴訟法学者、京都帝国大学名誉教授（+ 1949年）
- 1886年 - 橋田東聲、歌人、経済学者（+ 1930年）
- 1888年 - フレッド・マークル、元プロ野球選手（+ 1956年）
- 1890年 - 柴田徳次郎、教育者（+ 1973年）
- 1896年 - 福田邦三、生理学者（+ 1988年）
- 1897年 - 呉茂一、西洋古典学者（+ 1977年）
- 1898年 - アイリーン・ダン、女優（+ 1990年）
- 1899年 - 高田稔、俳優（+ 1977年）
- 1900年 - タチヤーナ・マーヴリナ、画家（+ 1996年）
- 1900年 - ギャビー・ハートネット、元プロ野球選手（+ 1972年）
- 1901年 - 保利茂、政治家、第59代衆議院議長（+ 1979年）
- 1902年 - 山田雄三、経済学者、一橋大学名誉教授（+ 1996年）
- 1902年 - 出羽ヶ嶽文治郎、大相撲力士、年寄第10代田子ノ浦（+ 1950年）
- 1904年 - 藤本定義、野球選手、監督（+ 1981年）
- 1904年 - 正岡容、作家、落語・寄席研究家（+ 1958年）
- 1907年 - 藤枝静男、作家（+ 1993年）
- 1907年 - 竹内理三、歴史学者（+ 1997年）
- 1909年 - 清水三男、歴史学者（+ 1947年）
- 1910年 - 大泉源郎、政治家、2代目北海道苫小牧市長（+ 2005年）
- 1912年 - 飯田三郎、作曲家（+ 2003年）
- 1917年 - デヴィッド・ボーム、物理学者（+ 1992年）
- 1920年 - 大崎憲司、元プロ野球選手
- 1921年 - 五味康祐、作家（+ 1980年）
- 1922年 - ジョージ・ロイ・ヒル、映画監督（+ 2002年）
- 1926年 - 桑原三郎、教育者、児童文学者（+ 2009年）
- 1927年 - 金泳三、政治家、第14代韓国大統領（+ 2015年）
- 1929年 - カルロ・ファッシ、フィギュアスケート選手（+ 1997年）
- 1932年 - 白石悌三、近世文学研究者、福岡大学名誉教授（+ 1999年）
- 1933年 - 大橋一郎、元プロ野球選手
- 1933年 - 小山恒三、元プロ野球選手（+ 2018年）
- 1933年 - 嵐徳三郎 (7代目)、歌舞伎役者（+ 2000年）
- 1935年 - 沢りつお、俳優、声優
- 1935年 - 関口房朗、実業家、馬主（+ 没年不詳）
- 1938年 - 広瀬襄、映画監督
- 1940年 - 辻佳紀、元プロ野球選手（+ 1989年）
- 1940年 - 池田元久、政治家（+ 2024年）
- 1940年 - 野口悠紀雄、経済学者
- 1941年 - タイガー立石、画家、漫画家、絵本作家、陶芸家（+ 1998年）
- 1942年 - 金子一義、政治家
- 1942年 - 岩尾正隆、俳優
- 1942年 - ジャン＝クロード・トリシェ、欧州中央銀行総裁
- 1943年 - 佐野真樹夫、元プロ野球選手
- 1945年 - 黒澤久雄、タレント、俳優、歌手、実業家
- 1946年 - 浦野千賀子、漫画家
- 1946年 - ユリ・ゲラー、超能力者
- 1946年 - ジョン・スペンサー、俳優（+ 2005年）
- 1947年 - 大矢明彦、元プロ野球選手、監督
- 1947年 - ジリオラ・チンクェッティ、歌手
- 1947年 - 小澤欽一、元陸上競技選手、指導者
- 1948年 - 内田光子、ピアニスト
- 1948年 - アラン・パーソンズ、ミュージシャン（アラン・パーソンズ・プロジェクト）
- 1949年 - 大河原孝夫、映画監督
- 1949年 - 桜田義孝、政治家、実業家、桜田建設会長
- 1949年 - オスカー・ギャンブル、元プロ野球選手（+ 2018年）
- 1949年 - 加藤初、元プロ野球選手（+ 2016年）
- 1950年 - 本郷直樹、歌手（+ 2021年）
- 1951年 - 鈴木茂、ギタリスト
- 1951年 - 高橋寛、元プロ野球選手（+ 2025年）
- 1952年 - トミー・スナイダー、ミュージシャン、ドラマー（ゴダイゴ）
- 1954年 - 高橋正巳、元プロ野球選手
- 1955年 - 野田秀樹、劇作家
- 1955年 - マルティン・シュルツ、政治家
- 1955年 - 山下浩二、元プロ野球選手（+ 2007年）
- 1956年 - 平田淳嗣、プロレスラー
- 1957年 - 新宅雅也、元陸上競技選手
- 1958年 - 桂米團治（五代目）、落語家
- 1958年 - はやみけい、声優
- 1959年 - 草上仁、小説家
- 1959年 - 林徹、テレビドラマ監督、映画監督、
- 1959年 - 中山竹通、マラソン選手
- 1960年 - 鈴木壮麻、俳優、歌手
- 1960年 - 桑田茂、元プロ野球選手
- 1960年 - キム・ギドク、映画監督、脚本家、映画プロデューサー（+ 2020年）
- 1961年 - 義本博司、官僚
- 1961年 - 青木たかお、漫画家
- 1961年 - 倉橋寛、漫画家、イラストレーター
- 1961年 - フレディ・スペンサー、オートバイ・レーサー
- 1962年 - マルコ・マッツィエーリ、元プロ野球選手、監督
- 1963年 - 三井比佐子、歌手
- 1963年 - 奴田原文雄、レーシングドライバー
- 1964年 - 斎藤歩、俳優、劇作家、演出家（+ 2025年）
- 1964年 - 藤森健太郎、歴史学者
- 1964年 - マーク・コールマン、総合格闘家
- 1965年 - 服部義夫、アナウンサー
- 1965年 - 伊藤史生、元プロ野球選手
- 1966年 - 冬馬由美、声優
- 1966年 - 片桐勝彦、ギタリスト
- 1966年 - エト・デ・フーイ、元サッカー選手
- 1968年 - カール・ヴェンドリンガー、レーシングドライバー
- 1969年 - 池森秀一、ミュージシャン（DEEN）
- 1969年 - 横山智佐、声優
- 1969年 - 荻原健司、元ノルディック複合選手、政治家
- 1969年 - 荻原次晴、元ノルディック複合選手、スポーツコメンテーター
- 1969年 - ナデジダ・グラチョーワ、バレリーナ
- 1969年 - ティエリ・ジレ、フランス騎手協会事務局長、元騎手
- 1971年 - マーク・バルデス、元プロ野球選手
- 1971年 - 片岡礼子、女優
- 1972年 - 新井田雅樹、声優
- 1972年 - 虚淵玄[15]、シナリオライター
- 1972年 - 力皇猛、元プロレスラー、元大相撲力士
- 1973年 - 浅越ゴエ、漫談家、お笑いタレント（ザ・プラン9）
- 1973年 - 桜井幸子、女優
- 1974年 - Die、ギタリスト（Dir en grey）
- 1974年 - 高橋知秀、シンガーソングライター
- 1975年 - 柴田望、詩人
- 1975年 - 橋本正裕、政治家、茨城県境町長
- 1975年 - 和佐由紀子、元アナウンサー
- 1975年 - 桜井涼子、元AV女優、元ストリッパー
- 1976年 - 田島麻衣子、政治家
- 1978年 - 梯篤司、声優
- 1978年 - 村田一誠、騎手
- 1978年 - 矢野良子、バスケットボール選手
- 1978年 - アマンダ・スウィステン、モデル、女優
- 1979年 - 増川弘明、ミュージシャン（BUMP OF CHICKEN）
- 1979年 - 松本賢一、ミュージシャン、ベーシスト
- 1979年 - 鷲見麻有、元モデル
- 1979年 - デビッド・デヘスース、元プロ野球選手
- 1980年 - 髙橋悠、バレーボール指導者
- 1980年 - アシュリー・コール、元サッカー選手
- 1981年 - 橋田聡司、元サッカー選手
- 1981年 - クリス・ナーブソン、元プロ野球選手
- 1981年 - ジェームズ・シールズ、元プロ野球選手
- 1982年 - デビッド・ライト、元プロ野球選手
- 1982年 - 倉貫匡弘、俳優
- 1982年 - テミストクレス・レフテリス、フィギュアスケート選手
- 1983年 - 吉田隼人、騎手
- 1983年 - 寺島拓篤、声優
- 1983年 - ルーシー・ピンダー、声優
- 1983年 - 大島崇行、元プロ野球選手
- 1983年 - 柴田奈津子、元アナウンサー
- 1984年 - アンドレイ・マキシミーシン、フィギュアスケート選手
- 1985年 - 笛木靖宏、陸上競技選手
- 1985年 - 鈴木智幸、元サッカー選手
- 1986年 - 長野仁美、元バレーボール選手
- 1987年 - コージ、お笑いタレント、俳優（元ブリリアン）
- 1987年 - 青山レイラ、ファッションモデル
- 1987年 - 沢城千春 、声優
- 1987年 - 雪ノREN、歌手
- 1987年 - 平沼ファナ、ファッションモデル
- 1987年 - 大塚豊、元プロ野球選手
- 1988年 - 芝間大悟、写真家
- 1988年 - 岩本和真、プロアイスホッケー選手
- 1988年 - 三原一晃、プロレスラー
- 1988年 - 山下翔央、元俳優（元ジャニーズJr.、元Ya-Ya-yah）
- 1988年 - 森千晶、元タレント
- 1989年 - 黄大城、元サッカー選手
- 1990年 - 水田航生、俳優
- 1990年 - 髙橋ミナミ、声優
- 1990年 - 橘杏里、タレント
- 1990年 - ジョジョ、シンガーソングライター
- 1991年 - 平井克典、プロ野球選手
- 1992年 - クセニヤ・マカロワ、フィギュアスケート選手
- 1992年 - 外崎修汰、プロ野球選手
- 1993年 - 木下ミシェル、モデル、元アイドル（元SKE48）
- 1993年 - 早川里香、モデル、レースクイーン、アナウンサー
- 1993年 - 西村優奈、女優
- 1993年 - 汐川ほたて、声優、歌手、タレント
- 1993年 - 久馬悠、陸上競技選手
- 1993年 - 久馬萌、陸上競技選手
- 1993年 - 河村拓哉、YouTuber（QuizKnock）
- 1994年 - 村崎真彩、女優
- 1994年 - 服部杏奈、女優
- 1994年 - 御寺ゆき、マジシャン、グラビアアイドル、女優
- 1994年 - ヒイラギリオ、マルチプレイヤー
- 1994年 - 瀧中瞭太、プロ野球選手
- 1995年 - 川端千都、陸上選手
- 1995年 - 神田コウヤ、総合格闘家
- 1996年 - 市ノ瀬加那、声優
- 1996年 - 南谷真鈴、登山家、冒険家
- 1996年 - 片瀬美月、アイドル、グラビアアイドル（+ 2023年）
- 1997年 - 中元すず香、アイドル（元可憐Girl's、元さくら学院、BABYMETAL）
- 1997年 - 鈴木圭太、サッカー選手
- 1998年 - キリアン・エムバペ、サッカー選手
- 1998年 - 黒田みゆ、日本テレビアナウンサー
- 2000年 - 鈴木咲良、アイドル（元momograci、元ピンク・ベイビーズ）
- 2000年 - 田辺真南葉、元アイドル（ING!）、フリーアナウンサー、気象予報士
- 2001年 - 花尾恭輔、陸上競技選手
- 2001年 - 石田千尋、サッカー選手
- 2002年 - 杉山優奈、元女優
- 2003年 - 道枝咲、タレント（元AKB48）
- 2004年 - 杉本瑛、タレント
- 2004年 - 菅田愛貴、アイドル（超ときめき♡宣伝部）
- 2007年 - 豫風瑠乃、アイドル（つばきファクトリー）
- 生年不詳 - mao、歌手
- 生年不詳 - Lia、歌手
- 生年不詳 - 小倉弥優、声優、歌手、女優
- 生年不詳 - 関通利、声優
- 生年不詳 - ねことうふ、漫画家、同人作家
- 生年不詳 - 山下憲一、脚本家
- 生年不詳 - 磯谷佳江、作詞家
- 生年不詳 - 橋本京明、YouTuber、作家、作詞家、占い師

## 忌日

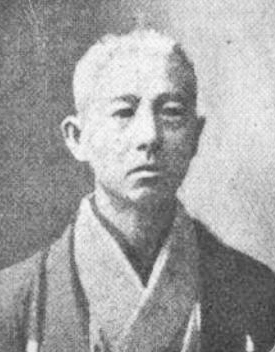
実業家岩垂邦彦(1857-1941)没。日本初の外資との合弁企業日本電気（NEC）を創業した。

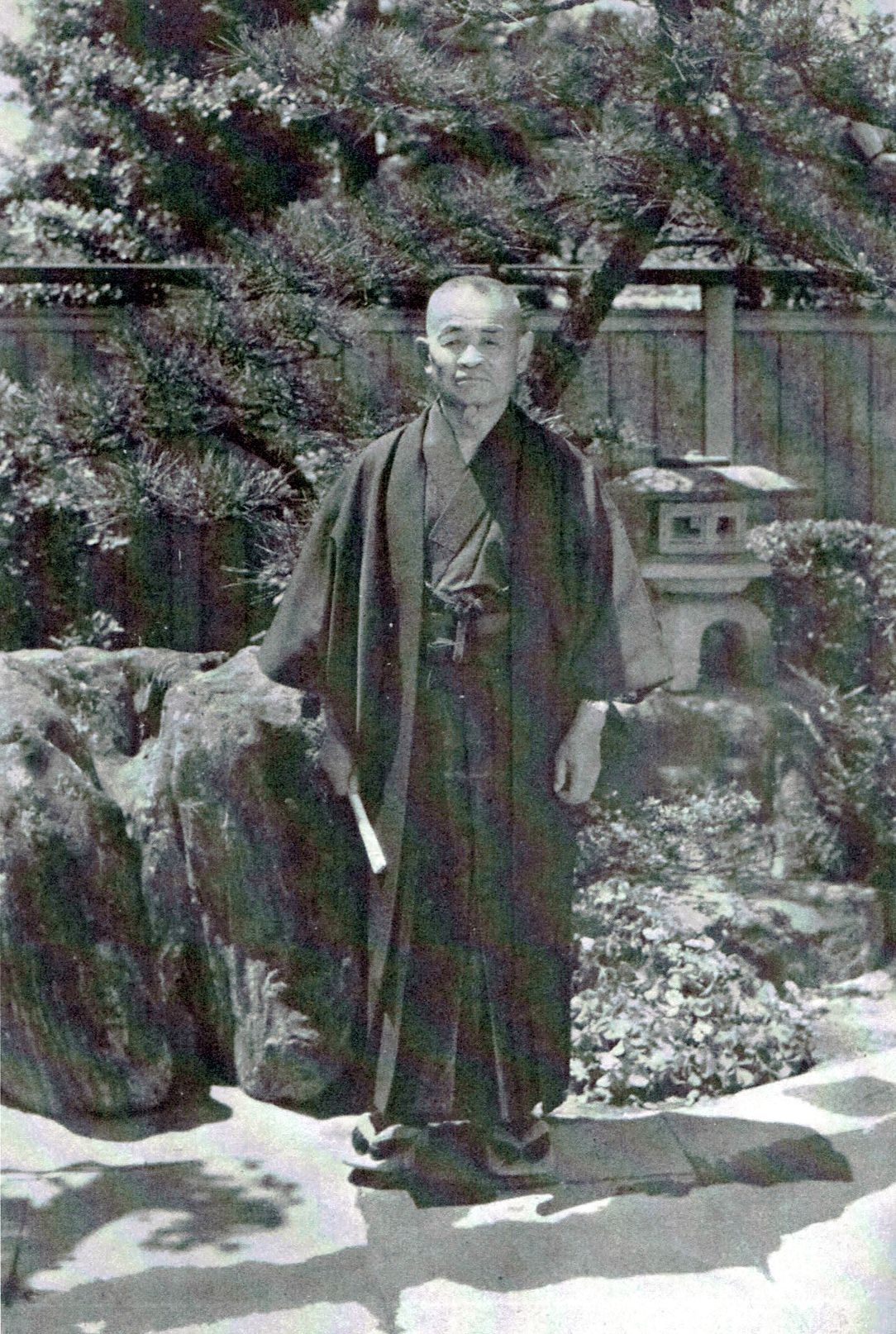
実業家、カゴメ創業者、蟹江一太郎(1875-1971)没。

- 217年 - ゼフィリヌス、第15代ローマ教皇（* 生年不詳）
- 961年（応和元年11月10日）- 源経基、平安時代中期の皇族、武将（* 生年不詳）
- 1223年（貞応2年11月27日） - 大友能直、武将（* 1172年）
- 1355年 - ステファン・ウロシュ4世ドゥシャン、セルビア王国国王、セルビア帝国皇帝（* 1308年）
- 1590年 - アンブロワーズ・パレ、外科医（* 1510年）
- 1676年（延宝4年11月16日） - 藤堂高次、津藩第2代藩主（* 1601年）
- 1708年 - ウィレム・ファン・ベンメル、画家（* 1630年）
- 1722年（康熙61年11月13日） - 康熙帝、清の第4代皇帝（* 1654年）
- 1783年 - アントニオ・ソレール、作曲家（* 1729年）
- 1819年 - ルイ＝リュック・ロワゾー・ド・ペルスュイ、ヴァイオリニスト、指揮者、作曲家（* 1769年）
- 1858年（安政5年11月16日） - 月照、僧侶（* 1813年）
- 1892年 - 伊達宗城、宇和島藩第8代藩主、政治家（* 1818年）
- 1904年 - アイザック・ロージアン・ベル、製鉄業者、政治家（* 1816年）
- 1918年 - ヨン・バウエル、画家（* 1882年）
- 1921年 - ユリウス・リヒャルト・ペトリ、細菌学者、シャーレ発明者（* 1852年）
- 1925年 - エドワード・S・モース、生物学者（* 1838年）
- 1925年 - アルバート・シュヴァリエ・テイラー、画家（* 1862年）
- 1929年 - 岸田劉生、洋画家（* 1891年）
- 1934年 - ニコライ・マル、言語学者、民族学者（* 1865年）
- 1937年 - エーリヒ・ルーデンドルフ、ドイツ軍の将軍（* 1865年）
- 1941年 - 岩垂邦彦、実業家、日本電気（NEC）創業者（* 1857年）
- 1953年 - エマニュエル・デュ・マルゲリー、地質学者、地球物理学者（* 1862年）
- 1954年 - ジェームズ・ヒルトン、小説家（* 1900年）
- 1957年 - ヤン・ダーメン、ヴァイオリニスト（* 1898年）
- 1961年 - 風見章、政治家、第41代司法大臣、第39代内閣書記官長（* 1886年）
- 1968年 - マックス・ブロート、作家、作曲家（* 1886年）
- 1968年 - コーネリアス・バンダー・スター（英語版）、実業家、AIG創業者（* 1892年）
- 1968年 - ジョン・スタインベック、小説家（* 1902年）
- 1969年 - アドルフォ・コンソリーニ、円盤投げ選手、1948年ロンドン五輪金メダリスト（* 1917年）
- 1970年 - 加藤鐐五郎、政治家、第48代衆議院議長（* 1883年）
- 1971年 - 蟹江一太郎、実業家、カゴメ創業者（* 1875年）
- 1971年 - 鈴木重義、サッカー選手、指導者（* 1902年）
- 1972年 - ギャビー・ハートネット、プロ野球選手（* 1900年）
- 1972年 - 清水元、俳優（* 1907年）
- 1973年 - ボビー・ダーリン、歌手、作曲家（* 1936年）
- 1974年 - アンドレ・ジョリヴェ、作曲家（* 1905年）
- 1976年 - セシル・ロバーツ、ジャーナリスト、小説家、詩人（* 1892年）
- 1980年 - 紅露みつ、政治家（* 1893年）
- 1982年 - アルトゥール・ルービンシュタイン、ピアニスト（* 1887年）
- 1982年 - 田中敏文、政治家（* 1911年）
- 1983年 - 武見太郎、医師、元日本医師会会長、元世界医師会会長（* 1904年）
- 1984年 - ドミトリー・ウスチノフ、政治家（* 1908年）
- 1984年 - 藤原審爾、作家（* 1921年）
- 1984年 - スタンレー・ミルグラム、心理学者（* 1933年）
- 1986年 - 住栄作、官僚、海軍軍人、政治家、第42代法務大臣（* 1920年）
- 1987年 - 高山萬司、実業家、三和シヤッター製作所創業者（* 1909年）
- 1989年 - 大島康正、倫理学者、評論家、筑波大学名誉教授（* 1917年）
- 1992年 - 小田切進、日本近代文学研究者、立教大学名誉教授（* 1924年）
- 1993年 - W・エドワーズ・デミング、統計学者（* 1900年）
- 1996年 - カール・セーガン、天文学者、作家、SF作家（* 1934年）
- 1994年 - ディーン・ラスク、元アメリカ合衆国国務長官（* 1909年）
- 1996年 - カール・セーガン、天文学者、元コーネル大学惑星研究所所長（* 1934年）
- 1997年 - 宮城仁四郎、実業家、大東糖業・琉球セメント創業者
- 1997年 - 伊丹十三、映画監督、俳優（* 1933年）
- 1998年 - アラン・ロイド・ホジキン、生理学者（* 1914年）
- 2000年 - 江崎俊平、小説家、城郭・歴史研究家（* 1926年）
- 2001年 - レオポール・セダール・サンゴール、セネガル初代大統領（* 1906年）
- 2001年 - 南原宏治、俳優（* 1927年）
- 2002年 - グロート・レーバー、天文学者（* 1911年）
- 2003年 - 真野善一、インダストリアルデザイナー（* 1916年）
- 2004年 - 小秋元隆輝、カメラ技術者、元日本光学工業（現ニコン）社長（* 1913年）
- 2005年 - ラウル・ボット、数学者（* 1923年）
- 2006年 - 松山吉三郎、騎手、調教師（* 1917年）
- 2006年 - 十返千鶴子、随筆家（* 1921年）
- 2006年 - 青島幸男、タレント、放送作家、政治家（* 1932年）
- 2006年 - 新美隆、弁護士（* 1947年）
- 2006年 - 中島忠幸、お笑いタレント（カンニング）（* 1971年）
- 2007年 - リディア・メンドーサ、歌手（* 1916年）
- 2007年 - トミー・バーン、野球選手（* 1919年）
- 2007年 - 田中徳三、映画監督（* 1920年）
- 2007年 - 田中和実、声優、ナレーター（* 1951年）
- 2008年 - ロバート・マリガン、テレビディレクター、映画監督、映画プロデューサー（* 1925年）
- 2008年 - 藤井公[16]、舞踏家、振付師（* 1928年）
- 2009年 - ブリタニー・マーフィ、女優（* 1977年）
- 2011年 - 富岡素敬、特撮映画撮影監督（* 1924年）
- 2011年 - 長谷政弘、商学者、日本大学名誉教授（* 1937年）
- 2011年 - 森田芳光、映画監督、脚本家（* 1950年）
- 2012年 - 中尾辰義、政治家（* 1916年）
- 2012年 - ヴィクトル・メルジャーノフ、ピアニスト、音楽教師（* 1919年）
- 2012年 - 内山喜久雄、臨床心理学者、筑波大学名誉教授（* 1920年）
- 2012年 - 砂川一郎、鉱物学者、東北大学名誉教授（* 1924年）
- 2012年 - レスリー・クラウディウス、フィールドホッケー選手、1948年ロンドン五輪・1952年ヘルシンキ五輪・1956年メルボルン五輪金メダリスト（* 1927年）
- 2013年 - 大浦正文、バレーボール選手、指導者（* 1969年）
- 2014年 - ペル・イングヴァール・ブローネマルク、整形外科医、医学者、歯学者（* 1929年）
- 2014年 - 田村晃一、考古学者、青山学院大学名誉教授、元日本考古学協会長（* 1932年）
- 2014年 - 水谷修、言語学者、元名古屋外国語大学学長、元国立国語研究所所長（* 1932年）
- 2014年 - 岩崎俊一、コピーライター（* 1947年）
- 2015年 - 豊田計[17]、元全国農業協同組合中央会会長（* 1926年）
- 2016年 - ミシェル・モルガン、女優（* 1920年）
- 2017年 - 住田正二、官僚、実業家、元運輸事務次官、JR東日本初代社長（* 1922年）
- 2017年 - 山本健一、自動車技術者、マツダ社長（* 1922年）
- 2017年 - 羅建文、囲碁棋士（* 1943年）
- 2018年 - ドナルド・モファット、俳優（* 1930年）
- 2018年 - 粂川光樹、国文学者、作家、明治学院大学名誉教授（* 1932年）
- 2019年 - ローラント・マッテス、競泳選手、1968年メキシコシティー五輪・1972年ミュンヘン五輪金メダリスト（* 1950年）
- 2019年 - 今村文美、女優（* 1958年）
- 2020年 - ファニー・ウォーターマン 、ピアニスト、音楽教育家（* 1920年）
- 2020年 - エズラ・ヴォーゲル、社会学者（* 1930年）
- 2020年 - 中村泰士、作詞家、作曲家（* 1939年）
- 2021年 - 馬場璋造、建築評論家、建築史家（* 1935年）
- 2021年 - 夏原平和、実業家、元平和堂社長（* 1944年）
- 2021年 - 内田優、実業家、元東海テレビ放送社長（* 1950年）
- 2021年 - YASU、ヴォーカリスト（奇形児）（* 生年不詳）
- 2022年 - 高橋徹、コンピュータネットワーク研究者、実業家（* 1941年）
- 2022年 - フランコ・ハリス、アメリカンフットボール選手（* 1950年）
- 2023年 - 出光昭介、実業家、元出光興産社長（* 1927年）
- 2023年 - トルベン・ウルリッヒ、テニス選手（* 1928年）
- 2023年 - 渡辺泰輔、プロ野球選手（* 1942年）
- 2024年 - 千田謙蔵、政治家、元秋田県横手市長（* 1931年）
- 2024年 - 川田順造、文化人類学者、東京外国語大学名誉教授、広島市立大学名誉教授（* 1934年）
- 2024年 - 渡辺登、実業家、太陽工機創業者（* 1948年）
- 2024年 - レイ・ミステリオ・シニア、プロレスラー（* 1958年）
- 2024年 - リッキー・ヘンダーソン、プロ野球選手（* 1958年）

## 記念日・年中行事
- 人間の連帯国際デー
2005年の国連総会で制定された国際デー。多様性の中での人類の連帯を祝い、2000年に定められたミレニアム開発目標の達成に向けて団結の重要性を思い起こす日。
- 澳門特別行政区成立紀念日（ マカオ）
1999年のこの日、マカオがポルトガルから中華人民共和国に返還され、澳門特別行政区が発足した。
- 果ての二十日
身を慎み災いを避ける忌み日。由来については諸説あり、近畿地方では罪人の処刑をこの日に行っていたからと言われる。また、山の神に深く関わる忌み日とされ、この日に山に入ることが忌まれる。
- 霧笛記念日（ 日本）
1879年のこの日、尻屋埼灯台（青森県東通村）に蒸気式霧笛が採用されたことを記念。
- デパート開業の日（ 日本）
1904年のこの日、東京・日本橋の三井呉服店が三越呉服店と改称。日本初のデパート式の営業を開始した。
- シーラカンスの日
1952年のこの日、コモロ諸島のアンジュアン島でシーラカンスが捕獲され、学術調査が行われたことに由来する。最初の標本は1938年12月22日に南アフリカ共和国で確認されていたが、腐敗のため、充分な調査ができなかった。

## 歌
香港の歌手ケイツェの曲：12月20日